# 포울 글라르고르
포울 글라르고르(Poul Glargaard, 본명: 포울 라스무센(Poul Rasmussen), 1942년 4월 11일 ~ 2011년 10월 17일)는 덴마크의 배우이다.